# 張敬修 (萬曆進士)
張敬修（1552年—1584年6月19日），原名張嗣文，字君平，號炎州（炎洲），錦衣衛官籍湖廣荊州衛（今湖北江陵）人，明朝政治人物，進士出身。

## 生平
萬曆元年（1573年）癸酉科湖廣鄉試第四十七名。萬曆八年（1580年）与二弟张懋修共同中進士，得会试第三十名，二甲第十三名。都察院觀政，本年授官礼部儀制司主事，父亲张居正死后被削职为民。萬曆十二年（1584年）四月，詔令查抄張居正家產，司禮監太監張誠，刑部右侍郎丘橓及錦衣衛、給事中等奉命前往。张敬修遭到严刑拷打，留下绝命书自缢，稱抄家的官吏丘侍郎、任巡按是「活閻王」。崇祯十三年（1640年）追复其礼部主事原官，并授其孙张同敞为中书舍人。

## 家族
曾祖父張鎮，贈特進光祿大夫左柱國少師兼太子太師吏部尚書中極殿大學士；祖父張文明，封特進光祿大夫左柱國少師兼太子太師吏部尚書中極殿大學士；父親張居正，特進光祿大夫左柱國少師兼太子太師吏部尚書中極殿大學士。母王氏（累封一品夫人）；前母顧氏（累贈一品夫人）；生母何氏。重庆下。弟张嗣修（翰林院编修）、张懋修（同科進士）、张简修（锦衣卫指挥佥事）、张慎修、张道修（官生）、张允修、张静修。